# Emily Nix
Anna Emily Nix (* 12. Januar 1998 in Hamburg) ist eine deutsche Eishockeyspielerin, die seit Mai 2024 beim SDE HF in der Svenska damhockeyligan (SDHL) spielt.

## Karriere
Im frühen Alter erlernte Emily Nix das Eislaufen und wurde im Alter von sechs Jahren auf der Eisbahn von Planten un Blomen in Hamburg für den Eishockeysport entdeckt.
Ihr erster Verein waren die Crocodiles Hamburg, bei denen sie die männlichen Nachwuchsmannschaften durchlief. 2012 spielte sie erstmals für die Frauenmannschaft des Hamburger SV in der zweitklassigen 2. Liga Nord, zudem absolvierte sie zwei Spiele für die OSC Eisladies Berlin. In der Saison 2013/14 gehörte sie fest zum Kader der Eisladies in der Fraueneishockey-Bundesliga, parallel kam sie beim Hamburger SV in der Schüler-Bundesliga zum Einsatz. 2014 gewann sie mit dem OSC den DEB-Pokal und die deutsche Vizemeisterschaft.
Nach ihrem Abitur wechselte Emily zum Klub ihrer Schwester Paula aus der Svenska damhockeyligan, dem HV71 Jönköping. Nach 12 Spielen kehrten beide nach Deutschland zurück, da sie von der gezahlten Aufwandsentschädigung ihr Leben dort nicht bestreiten konnten. Im Anschluss unterschrieben beide Verträge beim ERC Ingolstadt, trainierten und lebten aber weiter in Hamburg. 2017 wurden sie mit dem ERCI deutscher Vizemeister.
In der Saison 2018/19 spielten Emily und ihre Schwester mit dem Frauenteam der Crocodiles Hamburg in der 2. Liga Nord.
Im Sommer 2019 wechselte sie zusammen mit ihrer Schwester Paula sowie Lucie Geelhaar von den Crocodiles zu den Eisbären Juniors Berlin und studierte parallel Jura in Berlin. Nach der Saison 2021/22 unterbrach sie ihre Spielerkarriere, um die Prüfungen abzulegen. Anschließend wechselte sie erneut zum ERC Ingolstadt, für den sie in 20 Hauptrundenspielen 16 Tore erzielte und mit diesem 2024 das Playoff-Finale erreichte. Nach diesem Erfolg wechselte sie abermals in die SDHL und unterschrieb einen Zweijahresvertrag beim SDE HF.

### International
Im Januar 2014 bestritt Emily Nix ihre erste U18-WM und belegte mit den deutschen U18-Frauen den dritten Platz in der Division I. Im Januar 2015 nahm sie an ihrer zweiten U18-WM teil und belegte Platz vier. Ein Jahr später bestritt sie ihre dritte U18-WM in Ungarn und sicherte sich mit ihrem Team den zweiten Platz, wurde als beste Stürmerin ausgezeichnet und war, gemeinsam mit der Norwegerin Millie Sirum, Topscorerin des Turniers mit 2 Toren, 6 Assists und 8 Scorerpunkten. 
2019 debütierte sie für die deutsche Nationalmannschaft bei der Weltmeisterschaft und erzielte dort ein Tor. Erst fünf Jahre später erhielt sie eine erneute Nominierung für die Weltmeisterschaft 2024 und belegte mit dem Nationalteam den sechsten Platz.

## Erfolge und Auszeichnungen
- 2014 DEB-Pokalsieger mit dem OSC Berlin
- 2014 Deutscher Vizemeister mit dem OSC Berlin
- 2016 Beste Stürmerin und Topscorerin (8 Pkt., gemeinsam mit Millie Sirum) der U18-Weltmeisterschaft der Division I
- 2017 Deutscher Vizemeister mit dem ERC Ingolstadt
- 2024 Gewinn des DEB-Pokals mit dem ERC Ingolstadt
- 2024 Deutscher Vizemeister mit dem ERC Ingolstadt

## Karrierestatistik

### International
(Legende zur Spielerstatistik: Sp oder GP = absolvierte Spiele; T oder G = erzielte Tore; V oder A = erzielte Assists; Pkt oder Pts = erzielte Scorerpunkte; SM oder PIM = erhaltene Strafminuten; +/− = Plus/Minus-Bilanz; PP = erzielte Überzahltore; SH = erzielte Unterzahltore; GW = erzielte Siegtore; 1 Play-downs/Relegation; Kursiv: Statistik nicht vollständig)